# Anonychonitis freyi
Anonychonitis freyi är en skalbaggsart som beskrevs av Emile Janssens 1950. Anonychonitis freyi ingår i släktet Anonychonitis och familjen bladhorningar. Inga underarter finns listade i Catalogue of Life.